# Poltava
Poltava (ukránul: Полтава) város Ukrajna középső részén. A Poltavai terület és a Poltavai járás közigazgatási központja, a Vorszkla folyó partján fekszik.
Népessége 2024-ben 287 135 fő volt.

## Története
Már a paleolitikum és a szkíta korszakból is találtak tárgyakat a város területén.
1174-ben az Ipátivszki Krónika (Іпатіївський літопис) említi az ún. Ltava nevű települést, amely vélhetően a városra utal.
A 14. századig a Litván Nagyfejedelemség része volt. 1677-ben az Orosz Birodalomhoz kerül.
1709. június 27-én a poltavai csatában I. Péter orosz cár 34 000 fős serege legyőzte a svédek 17 000 fős csapatát.
A németek 1941 októberétől 1943 szeptemberéig tartották megszállva a várost.

## Közigazgatás
A város három kerületből (rajon) áll:
| Név          | Ukránul     | Terület (ha) | Lakosainak száma |
| ------------ | ----------- | ------------ | ---------------- |
| Oktyabrszkij | Октябрський | 20,77        | 147 600          |
| Kijivszkij   | Київський   | 54,37        | 111 900          |
| Lenyinszkij  | Ленінський  | 29,88        | 53 700           |

## Közlekedés
A város két fő vasútállomása köti össze Kijev, Harkiv, Kremencsuk és számos más várossal.
Buszállomásai közül az Autovokzál a főpályaudvar. Az AC-2 és AC-3 buszállomások a helyi és a város környéki közlekedésben vesznek részt.
Trolibuszvonal-hálózata 15 vonalból áll.

## Híres emberek
- Itt hunyt el Vlagyimir Korolenko orosz író, újságíró (1853–1921).

## Testvértelepülések
- Filderstadt, Németország
- Ostfildern, Németország
- Veliko Tarnovo, Bulgária
- Lublin, Lengyelország
- Nizza, Franciaország

## Fordítás
- Ez a szócikk részben vagy egészben  a   Poltava) című angol Wikipédia-szócikk fordításán alapul.  Az eredeti cikk szerkesztőit annak laptörténete sorolja fel. Ez a jelzés csupán a megfogalmazás eredetét és a szerzői jogokat jelzi, nem szolgál a cikkben szereplő információk forrásmegjelöléseként.